# Gioacchino Assereto

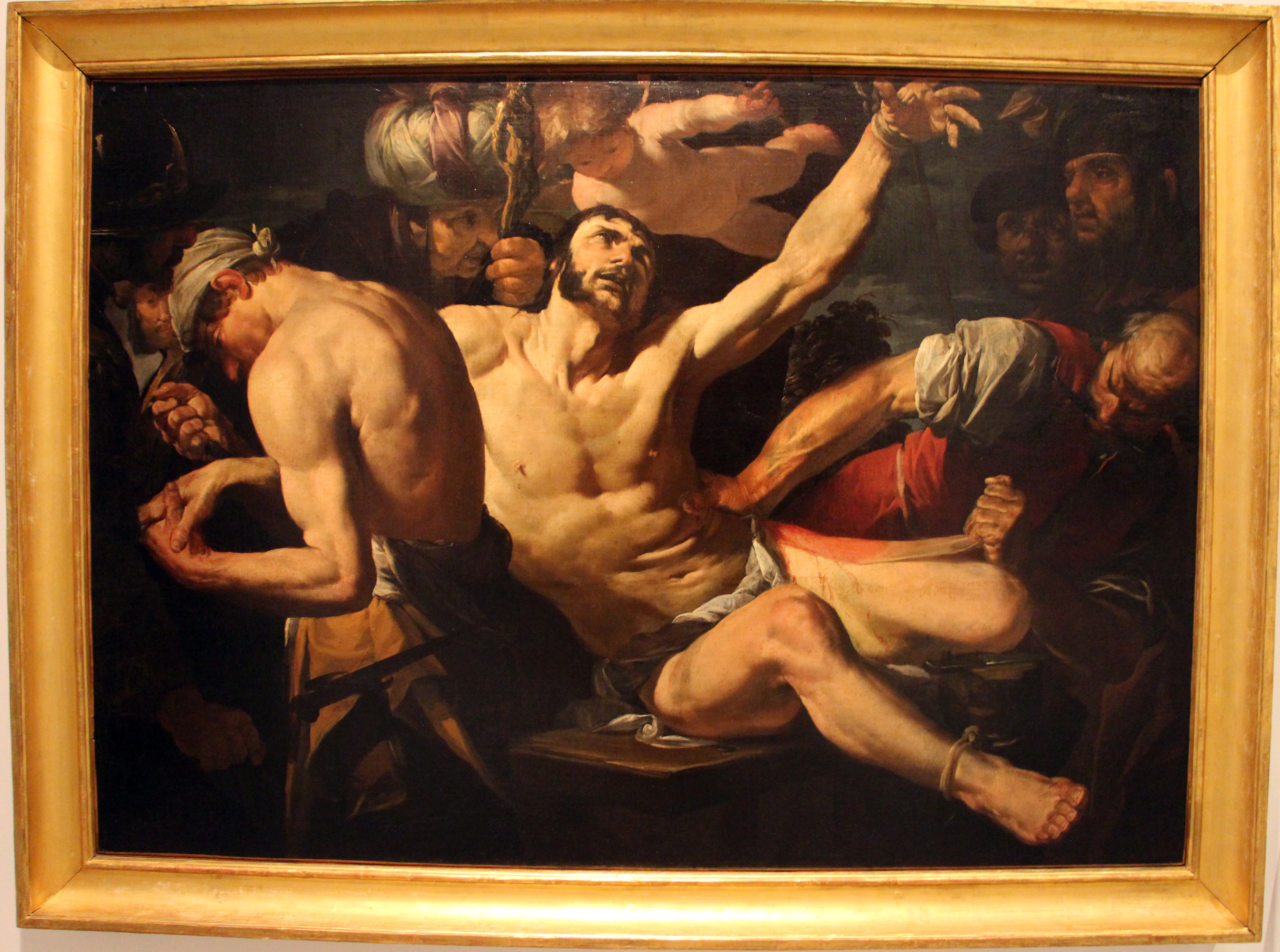
Das Martyrium des Heiligen Bartholomäus, ca. 1630

Gioacchino Assereto (* 18. Oktober 1600 in Genua; † 28. Juni 1650 ebenda) war ein italienischer Maler der Barockzeit.

## Leben
Gioacchino Asseretos Eltern Giuseppe und Maxine Assereto lebten in Genua an der Piazza Sarzano. Ob sie mit den dort und in Recco nachweisbaren Silberschmieden gleichen Namens verwandt waren, ist nicht bekannt. Am 22. Oktober 1600 ließen sie ihren Sohn in der Pfarrkirche San Salvatore taufen. Mit zwölf Jahren ging Assereto zunächst bei Luciano Borzone (1590–1645) in die Lehre, bald aber wechselte er in die Werkstatt von Giovanni Andrea Ansaldo (1584–1638). Mit sechzehn Jahren erhielt er seinen ersten Auftrag. 1639 ging er nach Rom, kehrte aber nach wenigen Monaten nach Genua zurück, wo er seitdem vor allem Fresken malte und als Maler großen Erfolg hatte.
Assereto war verheiratet mit Maddalena Massone. Am 26. Mai 1627 wurde ihr erster Sohn Giovanni Battista geboren, zwei weitere Söhne namens Giuseppe und Giovanni Francesco folgten. Der zweite Sohn wurde später ebenfalls Maler. Bis zu seinem Tod lebte Assereto im Genueser Stadtviertel Carignano. Das von seinem Biographen Raffaele Soprani (1612–1672) überlieferte Todesjahr 1649 wurde 1991 von der Kunsthistorikerin Marta Ausserhofer aufgrund archivalischer Quellen auf 1650 korrigiert.

## Werk
Da chronologische Hinweise zu Asseretos Werken weitgehend fehlen, ist ihre Datierung schwierig und oft unsicher. Sein erstes Bild entstand 1616 für das Oratorio di Sant’ Antonio Abate in Genua. Es stellt dessen Patron, den Heiligen Antonius von Padua, dar, wie er betend den Teufel vertreibt. Weitere Arbeiten für Kirchen und Klöster in Genua, Recco und Chiavari folgten. Außer christlichen Themen und einigen wenigen Porträts behandeln seine Bilder Sujets der Mythologie und der Geschichte der Antike. Daraus lässt sich schließen, dass er Anschluss an die intellektuellen Kreise seiner Heimatstadt gefunden hatte, in denen auch sein Lehrer Borzone verkehrte. Um das Jahr 1630 herum schuf er zwei (heute verlorene) Historiengemälde, die die Rolle Genuas in den Kreuzzügen verherrlichten.
Assereto ist bekannt für dramatisch ausgemalte Gewaltdarstellungen, wie sie im Frühbarock bei einem Teil der Sammler modern waren, etwa die Häutung des Heiligen Bartholomäus, Kains Brudermord an Abel, die Folterung des Prometheus, die in Ovids Metamorphosen überlieferte Geschichte, wie Medea Aison verjüngt, indem sie ihn in Stücke schneidet, oder die Szene aus Ri 16,21 , in der die Philister Samson die Augen ausstechen. Dabei ließ er sich von der Drastik und expressiven Körperlichkeit von Caravaggio und Peter Paul Rubens’ beeinflussen. Manche seiner Bilder erinnern mit ihrer sanften Formengebung und ihren Brauntönen etwas an Rembrandt. Von den oft monumentalen, theatralisch inszenierten Tableaus seiner Lehrer rückte er ab und zeigte in seinen Bildern eher engere Bildausschnitte, die das Wesentliche des dargestellten Geschehens präsentieren.
Im 17. Jahrhundert galt Assereto als Genuas bester Maler, seine Bilder wurden vielfach kopiert. Als die Pest 1656/57 in Genua wütete, gingen viele seiner Werke verloren, weil aus Gründen des Seuchenschutzes Inneneinrichtungen wahllos verbrannt wurden. In späteren Jahrhunderten sank seine Reputation als Maler, was zu weiteren Bildverlusten führte. Eine Neubewertung erfolgte in den 1920er Jahren durch den Kunsthistoriker Roberto Longhi (1890–1970), der auf Asseretos Beeinflussung durch Caravaggio und den Manierismus hinwies und in der Ausdruckskraft und malerischen Intensität seiner reifen Bilder eine Verbindung zur spanischen Malerei, besonders zu Diego Velázquez (1599–1660) herstellte.

## Gemälde (Auswahl)

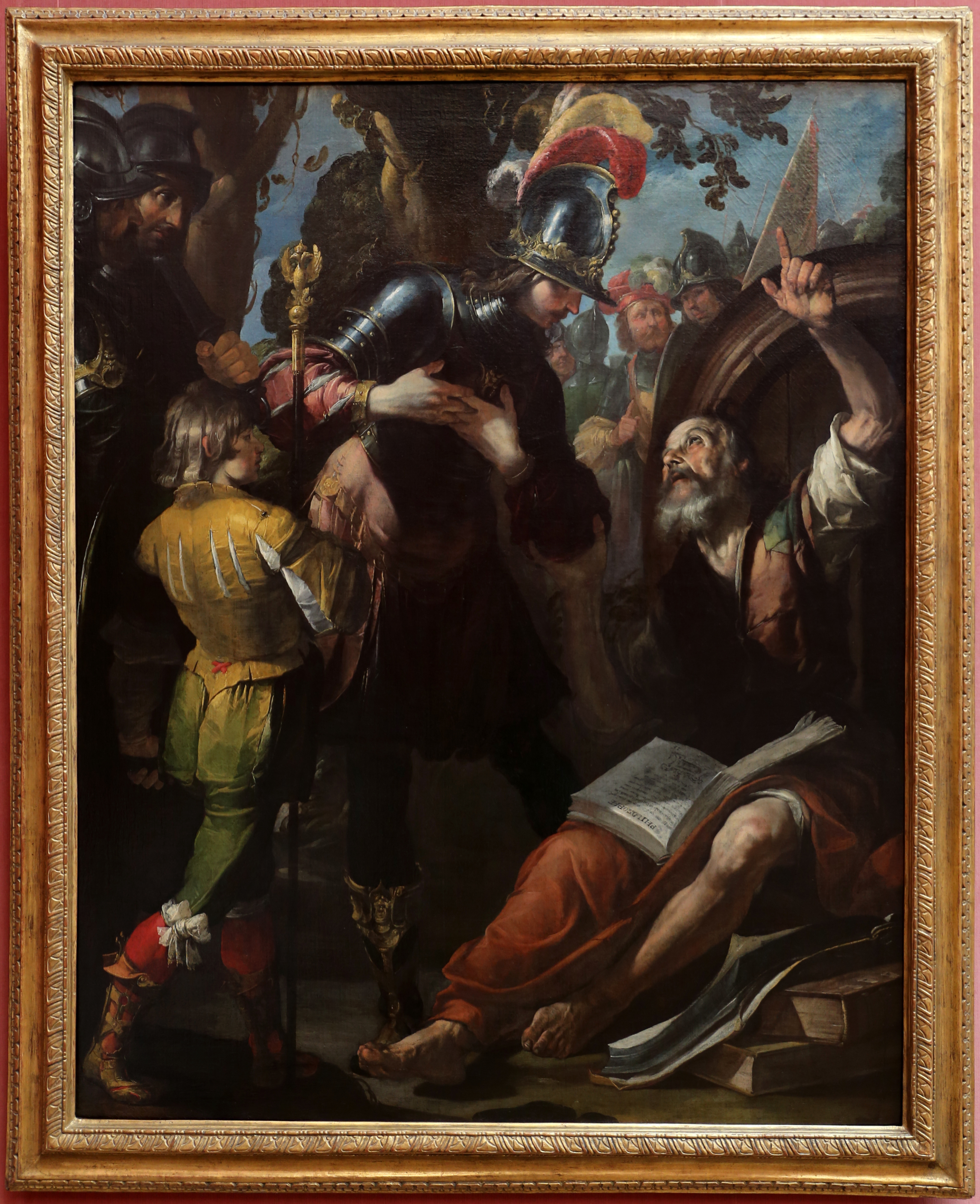
Diogenes und Alexander, 1626–1636
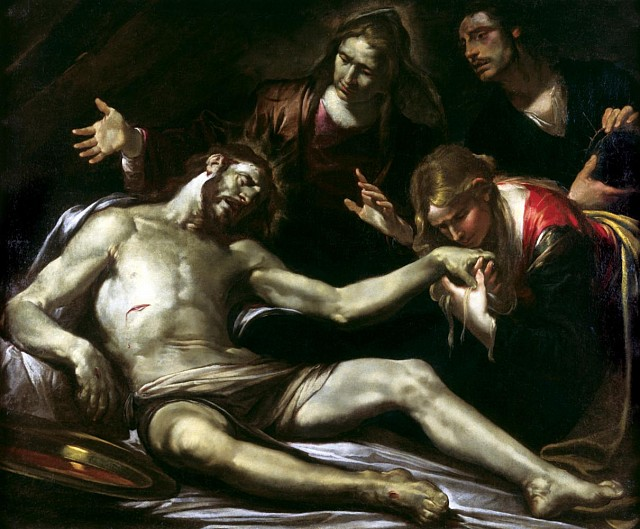
Beweinung Christi, ca. 1640
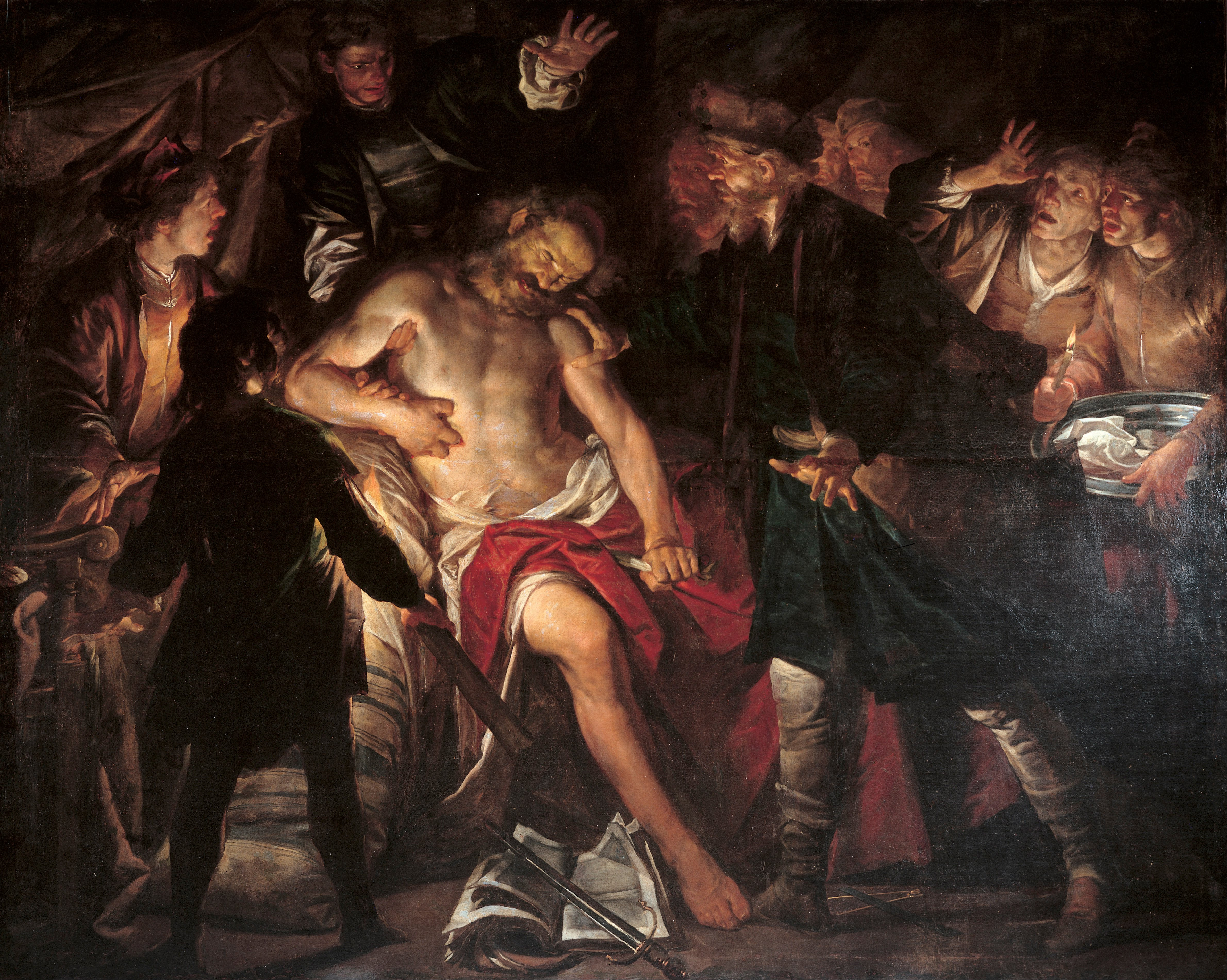
Der Tod Catos, ca. 1640
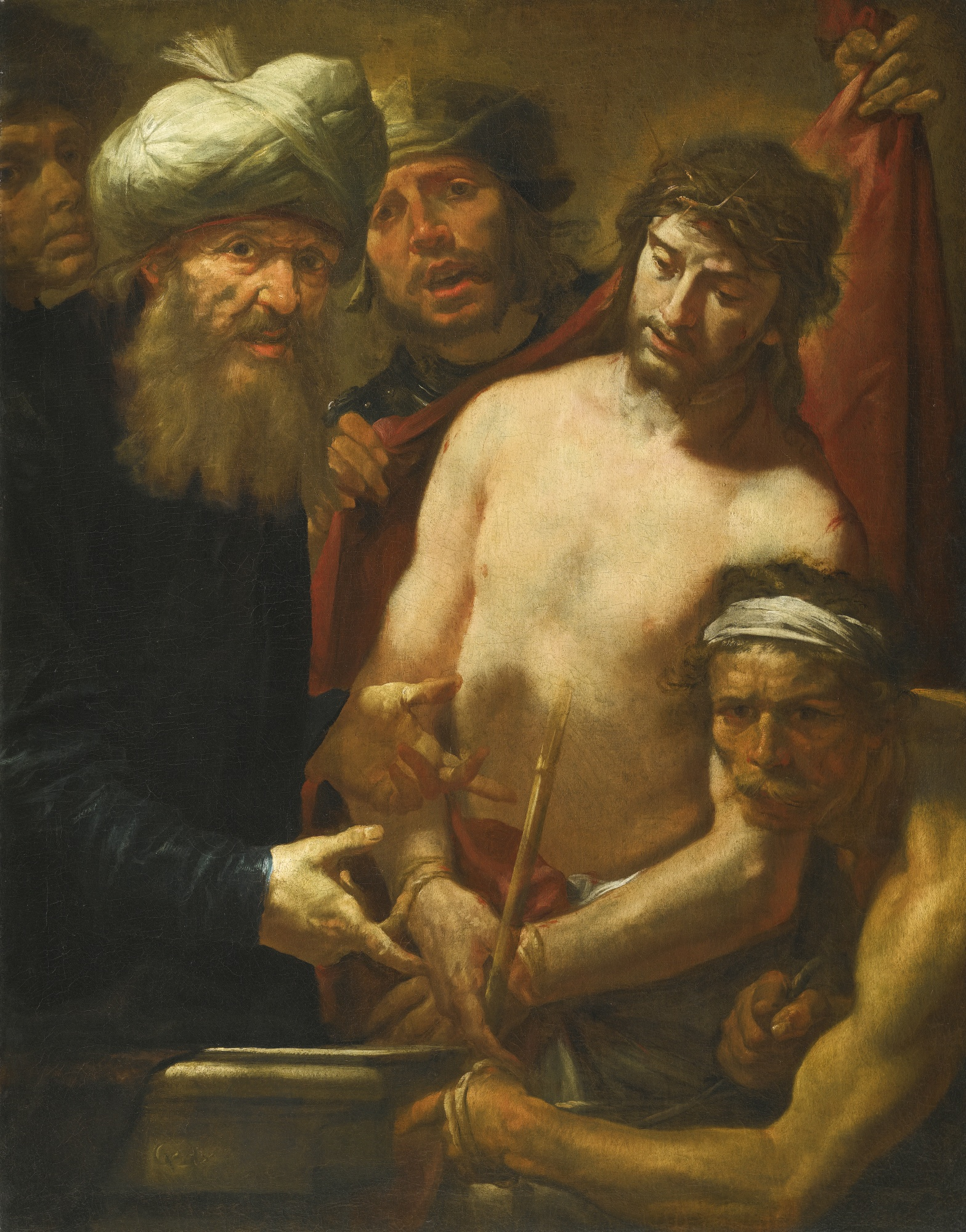
Ecce homo, Privatsammlung
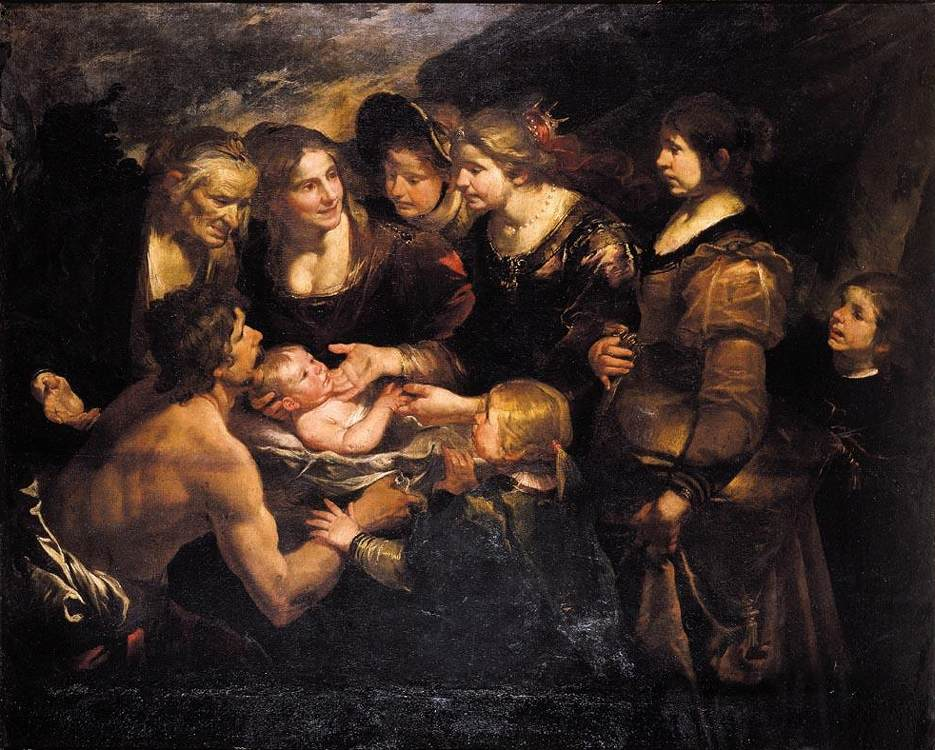
Auffindung des Moses, Privatsammlung
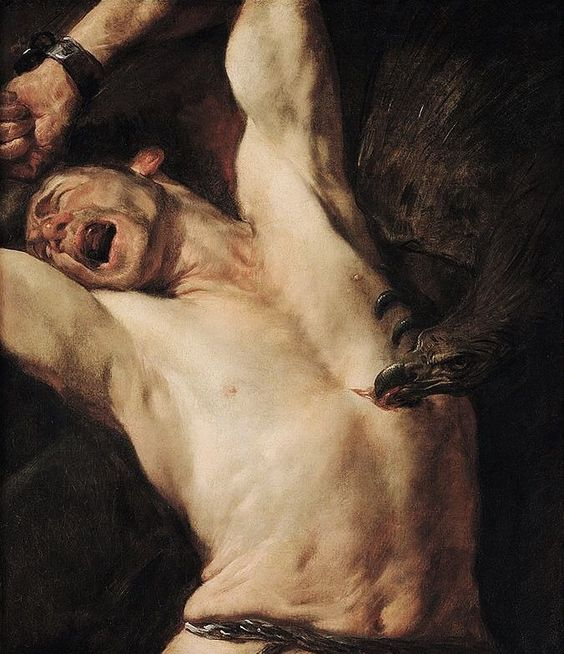
Die Folterung des Prometheus, vor 1648
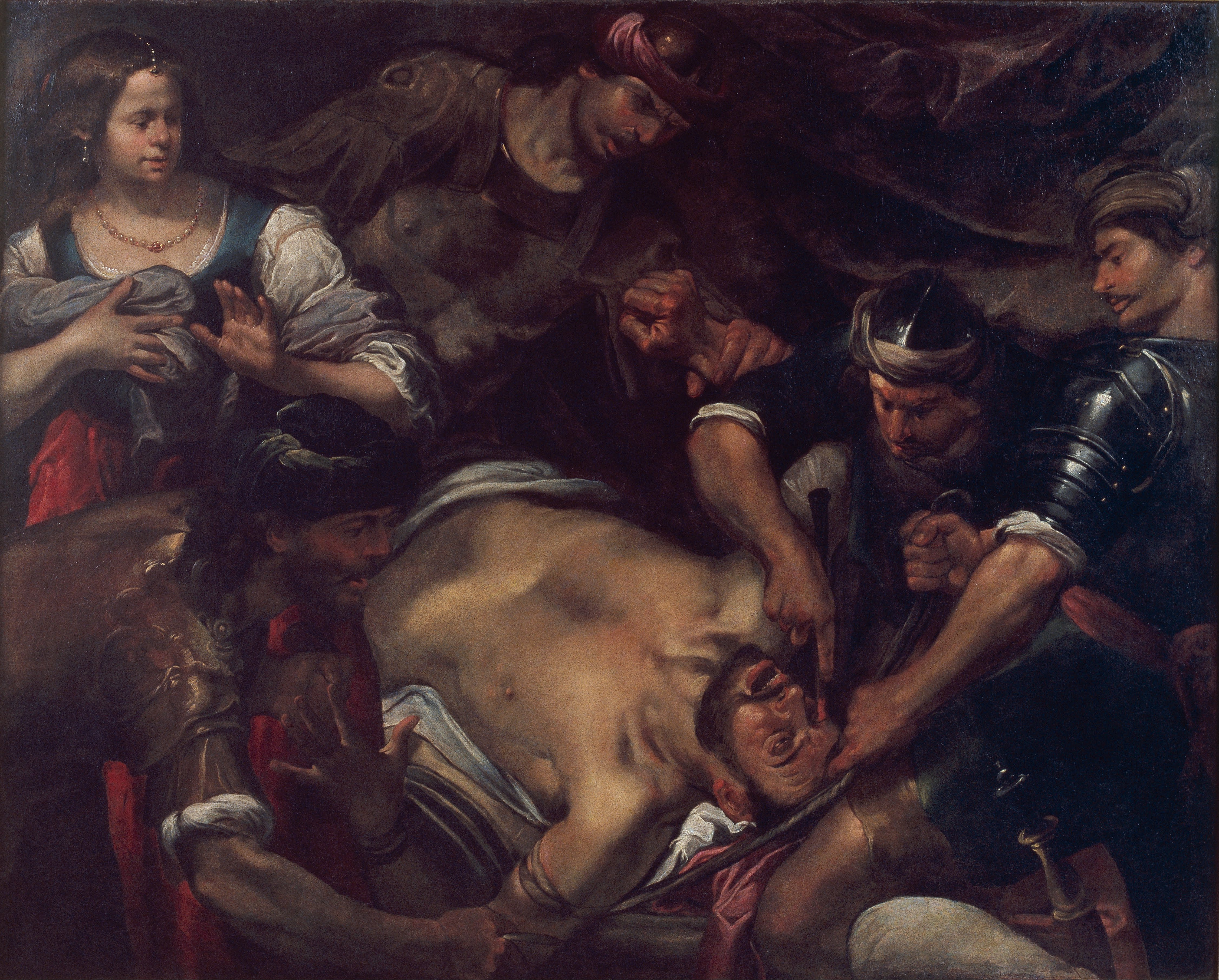
Die Philister blenden Samson, Datierung ungewiss